# ランツベルク・アム・レヒ郡
ランツベルク・アム・レヒ郡 (ドイツ語: Landkreis Landsberg am Lech、バイエルン・オーストリア語: Landkroas Landsberg am Lech) は、ドイツ連邦共和国バイエルン州オーバーバイエルン行政管区の西部に位置する郡である。
隣接する郡は北がシュヴァーベン行政管区のアイヒャッハ＝フリートベルク郡、北東がフュルステンフェルトブルック郡、東がシュタルンベルク郡、南がヴァイルハイム＝ショーンガウ郡、西がシュヴァーベン行政管区のオストアルゴイ郡とアウクスブルク郡である。

## 地理
ランツベルク・アム・レヒ郡はオーバーバイエルン西部に位置し、シュヴァーベン行政管区と境を接する。この郡は31市町村からなり、総面積は804km2である。レヒ川と多くの堰止め湖、アンマー湖があり、郡域の南部はアルプスの前山に達する。郡内をアウトバーンA96号線（ミュンヘン - リンダウ）と連邦道B17号線（ロマンティック街道の一部）が通り、その交差する地点にランツベルク・アム・レヒがある。郡内の最も低い地点はウンターベルゲン付近の海抜525mの場所、最高地点はシュヴァプゾイエン付近のシュテラーヴァルトで海抜805mである。
郡内をほぼレヒ川沿いにバイエルン語 − アレマン語の言語境界が走っている。ほんの数km離れただけで方言が異なるということがしばしば起こる。

## 歴史
紀元前4000年から1800年の最初の入植地跡がペステナッカーの南に遺されている。青銅器時代（紀元前1550年から1250年頃）やハルシュタット期（紀元前700年から450年）の丘陵墓やケルト式の方形集落が多く遺されている。紀元前15年からこの地域はローマ帝国のラエティア属州の一部となった。レヒ川の西側をクラウディア街道がアウクスブルクからヴェローナに通じていた。
ローマ帝国の支配が終わると、5世紀から6世紀にはアレマン人やバイエルン人が土地の所有者となった。中世盛期にはディーセン＝アンデクス伯やヴェルフェン家の統治下に置かれた。これらは13世紀にヴィッテルスバッハ家が相続した。ヴィッテルスバッハ家はランツベルク地方裁判所を設けたが、その管轄地域は現在の郡域を越えて、北東（モーレンヴァイス、イェーゼンヴァング）や南（ヴェッソブルン、ロッテンブーフ）を包含していた。
ランツベルクの判事は領主の代理人として重罪裁判権を行使し、多くの村の下級裁判をも裁量した。この他に貴族や修道院が下級裁判権を有するホーフマルクがこの管区内に30以上あった。こうした領主裁判所や荘園は1848年に廃止された。
1803年に地方裁判所の再編が行われ、一部新設されたものもあった。ランツベルク地方裁判所はその管轄区域が縮小され、ほぼ現在の範囲となったが、南のショーンガウとヴァイルハイムはその管轄下に残された。1823年に新たにブルック地方裁判所（後のフュルステンフェルトブルック）が設けられ、それまでランツベルク裁判所の管轄にあった北東部の町が移管された。
1862年に新しくディーセン地方裁判所が設けられた。この裁判所はランツベルク地方裁判所とともに行政官庁としてのベツィルクスアムト・ランツベルクを形成したが、1879年にディーセン地方裁判所は廃止された。その2年前（1877年）にはすでにランツベルク・アム・レヒがベツィルクスアムト・ランツベルクから分離され、郡独立市となった。ベツィルクスアムトがラントラーツアムトに、すなわちベツィルクスがラントラート（= 郡）に改名されたのは1939年である。初代の郡長はヘルマン・レフであった（1942年まで）。1940年にランツベルク・アム・レヒは再び郡に取り込まれたが、1948年にまた郡独立市に戻った。
1972年の郡域再編でランツベルク・アム・レヒ郡、ランツベルク・アム・レヒ市に加え、隣接するフュルステンフェルトブルック郡、ショーンガウ郡、カウフボイレン郡からの14町村が、新しいランツベルク・アム・レヒ郡として統合された。ランツベルク・アム・レヒ市は郡独立市の地位を失い、大規模郡都市となった。
2002年にこの郡の公式表記が「Landsberg a. Lech」から「Landsberg am Lech」に変更された。

## 行政

### 郡長
- 1945年 - 1958年: オットー・ゲルプル (CSU)
- 1958年 - 1984年: ベルンハルト・ミュラー＝ハール (CSU)
- 1984年 - 2002年: エルヴィン・フィルザー (CSU)
- 2002年 - 2014年: ヴァルター・アイヒナー (CSU)
- 2014年 - : トーマス・アイヒンガー (CSU)

### 郡議会
| 選挙年 | CSU | SPD | Grüne/ Alternative Liste | FDP | Freie Wähler | Unabhängige Bürgervereinigung | ÖDP | BP | Landkreis Mitte | AfD | Die Partei | 計 | 投票率 |
| ------ | --- | --- | ------------------------ | --- | ------------ | ----------------------------- | --- | -- | --------------- | --- | ---------- | -- | ------ |
| 2020   | 23  | 5   | 15                       | 1   | 5            | 3                             | 3   | 3  | -               | 1   | 1          | 60 | 66.0 % |
| 2014   | 24  | 7   | 10                       | 1   | 6            | 3                             | 3   | 4  | 2               | -   | -          | 60 | 61.9 % |
| 2008   | 27  | 8   | 8                        | 2   | 6            | 4                             | 2   | 3  | -               | -   | -          | 60 | 63.9 % |
| 2002   | 30  | 11  | 5                        | 1   | 5            | 4                             | 2   | 2  | -               | -   | -          | 60 | 68.4 % |

### 紋章
頂部は白と青の斜め格子模様。その下には赤地と銀地に左右二分割。向かって左は金の鷲。向かって右は赤い獅子。

## 経済と社会資本
農業の他、手工業が重要な産業である。ランツベルク郡には広く知られる企業がいくつかある。例えば、カウフェリングのヒルティ、デンクリンゲンのヒルシュフォーゲル、ランツベルク・アム・レヒのラティオナル AG、ADAC南ドイツ事故救済センターおよび技術センター、ウッティング・アム・アンマーゼーやランツベルク・アム・レヒのヴェバスト、クラウスナー・ホルツ・バイエルンなどである。

### 交通
郡内にある2つの鉄道乗換駅、カウフェルングとゲルテンドルフは1872年から73年に開業したバイエルン国営鉄道ミュンヘン - ブーフローエ線の駅である。この路線はスイス行きの長距離列車も走っている。カウフェルングからは、1872年にはすでに郡庁所在地ランツベルク・アム・レヒへの路線が設けられていた。この路線は1886年にショーンガウにまで延長された。北方面は1877年にアウクスブルクにまでつながった。ゲルテンドルフでは、1898年からアンマーゼー鉄道アウクスブルク - ヴァイルハイム線が、東西に走るミュンヘン - ブーフローエ線と交差している。
全長90kmの鉄道網中、ランツベルク - ショーンガウ間（フックスタール鉄道）は定期旅客運行を停止している。この区間の貨物輸送についてはアウクスブルガー・ローカルバーンGmbHが運営している。
連邦アウトバーンA96号線がミュンヘンとアルゴイを東西に結んでいる。連邦道B17号線（ロマンティック街道の一部）がアウクスブルクからフュッセン、チロル方面へ走っている。

## 市町村
| 市 - ランツベルク・アム・レヒ (Landsberg am Lech, 大規模郡都市 29,739) 市場町 - ディーセン・アム・アンマーゼー (Dießen am Ammersee 10,596) - カウフェリング (Kaufering 10,508) 町村 - アプフェルドルフ (Apfeldorf 1,254) - デンクリンゲン (Denklingen 2,934) - エーヒング・アム・アンマーゼー (Eching am Ammersee 1,700) - エーグリング・アン・デア・パール (Egling an der Paar 2,451) - エレージング (Eresing 2,043) - フィニング (Finning 1,986) - フックスタール (Fuchstal 4,230) - ゲルテンドルフ (Geltendorf 6,005) - グライフェンベルク (Greifenberg 2,250) - ホーフシュテッテン (Hofstetten 1,932) - フルラッハ (Hurlach 2,049) - イグリング (Igling 2,583) - キンザウ (Kinsau 1,050) - オーバーマイティンゲン (Obermeitingen 1,781) - ペンツィング (Penzing 4,305) - プリットリヒング (Prittriching 2,672) - ピュルゲン (Pürgen 3,661) - ライヒリング (Reichling 1,711) - ロット (Rott 1,763) - ショイリング (Scheuring 1,967) - ショーンドルフ・アム・アンマーゼー (Schondorf am Ammersee 4,137) - シュヴィフティング (Schwifting 1,027) - タイニング (Thaining 1,103) - ウンターディーセン (Unterdießen 1,488) - ウッティング・アム・アンマーゼー (Utting am Ammersee 4,725) - フィルゲルツホーフェン (Vilgertshofen 2,769) - ヴァイル (Weil 4,018) - ヴィンダッハ (Windach 3,874) | 行政共同体 - フックスタール行政共同体 （フックスタール、ウンターディーセン） - イグリング行政共同体 （フルラッハ、イグリング、オーバーマイティンゲン） - プリットリヒング行政共同体 （プリットリヒング、ショイリング） - ピュルゲン行政共同体 （ピュルゲン、ホーフシュテッテン、シュヴィフティング） - ライヒリング行政共同体 （アプフェルドルフ、キンザウ、ライヒリング、ロット、タイニング、フィルゲルツホーフェン） - ショーンドルフ・アム・アンマーゼー行政共同体 （エーヒング・アム・アンマーゼー、グライフェンベルク、ショーンドルフ・アム・アンマーゼー） - ヴィンダッハ行政共同体 （エレージング、フィニング、ヴィンダッハ） 市町村に属さない地域 - アンマー湖 (47.42 km²) |

かっこ内の単位のない数値は、2023年12月31日現在の人口である。

## 引用
1. ↑  https://www.statistikdaten.bayern.de/genesis/online?operation=result&code=12411-003r&leerzeilen=false&language=de Genesis-Online-Datenbank des Bayerischen Landesamtes für Statistik Tabelle 12411-003r Fortschreibung des Bevölkerungsstandes: Gemeinden, Stichtag (Einwohnerzahlen auf Grundlage des Zensus 2011)
2. ↑  “Kreistagswahl - Kommunalwahlen 2020 im Landkreis Landsberg am Lech - Gesamtergebnis”. 2021年4月4日閲覧。